# Germanos (sieć sklepów)
Germanos – sieć sklepów należąca do grupy Germanos, której obecnym właścicielem jest operator greckiej sieci Cosmote. Sklepy oferują produkty z branży elektronicznej, w szczególności telefonii mobilnej. Sieć ma swoje sklepy w Bułgarii, Macedonii Północnej, Grecji, Rumunii, na Cyprze i Ukrainie. Nazwa grupy i sieci sklepów pochodzi od nazwiska ich założyciela, greckiego biznesmena Panosa Germanosa.

## Germanos w Polsce
Grupa Germanos miała swoje sklepy również i w Polsce. Początkowo jej partnerem była Polska Telefonia Cyfrowa, toteż w placówkach pod szyldem Germanos można było nabywać usługi tego operatora. Po pojawieniu się sieci Play, grupa zaczęła współpracę z P4. 31 stycznia 2007 roku, ówczesny właściciel czwartego polskiego operatora, firma Netia, podpisał umowę inwestycyjną z cypryjską firmą Tollerton Investments, właścicielem polskich sklepów Germanos, kontrolowaną przez Panosa Germanosa. W wyniku wymiany udziałów, Tollerton stał się udziałowcem P4, natomiast operator stał się właścicielem wszystkich sklepów Germanosa w Polsce.